# Катарина Шулкић
Катарина Шулкић (1998) јесте српска менекенка. Бивша је Мис Србије.

## Биографија
Рођена је и одрасла у Звечану, Косово и Метохија. Завршила је гимназију у Косовској Митровици.
Победила је избору за мис Косова и Метохије.
Изабрана је за Мис Србије 2015. године, када је имала седамнаест година. Претходно се није бавила менекенством.
Бави се певањем и певала је у КУД-у „Косовски божур”.

## Референеце
1. 1 2  „Катарина Шулкић мис Србије”. Politika Online. Приступљено 2024-06-20.
2. 1 2 3  „Naša Katarina Šulkić Mis Srbije”. KoSSev. 2015.
3. ↑  S.A (2015-11-24). „Katarina Šulkić je nova mis Srbije”. Blic.rs (на језику: српски). Приступљено 2024-06-20.
4. ↑  „Mis Kosova i Metohije osvojila žiri u Grčkoj i pevanjem”. Politika Online. Приступљено 2024-06-20.